# Andrews Engelmann
Andrews Engelmann, auch Andrews Engelman (* 23. März 1901 in St. Petersburg, Russisches Kaiserreich; † 25. Februar 1992 in Basel; gebürtig Andrei Engelman) war ein deutsch-baltischer internationaler Schauspieler.

## Leben
Der Sohn eines Kaufmanns machte 1918 sein Abitur und begann 1919 ein Medizinstudium an der Militär-Medizinischen Akademie in St. Petersburg. 1921 floh er aus der Sowjetunion über Finnland nach Berlin. 1922 setzte er hier an der Friedrich-Wilhelms-Universität sein Studium fort. Mit dem Nansenpass verschaffte er sich die für seine kommende Laufbahn vorteilhafte Mobilität.
Während der Semesterferien arbeitete er in Frankreich und kam 1924 zu seinen ersten Filmauftritten. Das Pariser Théâtre des Variétés engagierte ihn als Tänzer, und er beteiligte sich an Tourneen durch Frankreich und bei einem Gastspiel in Brüssel. 1926 fiel er in dem amerikanischen Film Mare Nostrum als fanatischer deutscher U-Bootkommandant auf. Der glatzköpfige Schauspieler war von da an als Schurkendarsteller festgelegt. 1929 wirkte er in Georg Wilhelm Pabsts Tagebuch einer Verlorenen erstmals in einem deutschen Film als sadistischer Ausbeuter schwer erziehbarer Mädchen mit.
Im deutschen Film zur Zeit des Nationalsozialismus war er abonniert auf bösartige sowjetische Funktionäre wie in Flüchtlinge oder infame britische Offiziere wie in Über alles in der Welt und Carl Peters. Bis Kriegsbeginn hatte der staatenlose Engelmann nach wie vor im internationalen Film mitgewirkt, erst der Zweite Weltkrieg beendete vorübergehend seine Film-Weltenbummelei. Er stand 1944 auf der Gottbegnadeten-Liste, der Schauspieler, die für die Filmproduktion benötigt werden.
Kurz vor Kriegsende flüchtete er aus den Filmateliers in Prag und ließ sich ab 1946 in Viroflay bei Paris nieder. Er verkörperte weiterhin Bösewichte wie den Killer in Das Geheimnis von Mayerling. 1953 zog er nach Basel und wurde schweizerischer Staatsbürger.
Nach einem letzten Film, in dem er einen Gefängnisdirektor darstellte, wandte er sich von der Schauspielerei ganz ab und wurde selbständiger Fabrikant von Luftkonditionierungsapparaten für Industrie und Fernmeldewesen. Engelmann war seit 1939 mit der Schauspielerin Charlotte Susa verheiratet.

## Filmografie
- 1924: La joueuse d’orgue
- 1924: La flambée des rêves
- 1924: Les deux gosses
- 1926: Mare Nostrum
- 1927: El negro que tenía el alma blanca
- 1927: Éducation de prince
- 1928: Die drei Leidenschaften (The Three Passions)
- 1928: Moulin Rouge
- 1929: Cagliostro
- 1929: Tagebuch einer Verlorenen
- 1929: Atlantis
- 1929: City of Play
- 1930: Wolves
- 1930: Zwei Welten
- 1930: La femme d’une nuit
- 1931: Das gelbe Haus des King-Fu
- 1932: La bête errante
- 1933: Baroud
- 1933: Flüchtlinge
- 1933: Des jungen Dessauers große Liebe
- 1934: Der rote Tod von Riga (unvollendet)
- 1934: Au bout du monde
- 1934: Die Insel
- 1934: Vers l’abîme
- 1935: Stormy Weather
- 1935: The Crouching Beast
- 1935: Retour au paradis
- 1936: Prison Breaker
- 1936: Die letzten Vier von Santa Cruz
- 1936: Der Abenteurer von Paris
- 1936: The Last Waltz
- 1936: Toilers of the Sea
- 1937: Les perles de la couronne
- 1937: Andere Welt
- 1937: The First and the Last
- 1938: Verklungene Melodie
- 1938: Le révolté
- 1938: The Terror
- 1939: Wasser für Canitoga
- 1939: Legion Condor
- 1939/41: Kadetten
- 1940: Kriminalkommissar Eyck
- 1940: Die letzte Runde
- 1940: Kora Terry
- 1941: Über alles in der Welt
- 1941: Carl Peters
- 1942: Geheimakte W.B. 1
- 1942: GPU
- 1943: Münchhausen
- 1944: Der Verteidiger hat das Wort
- 1944: Sieben Briefe
- 1944: Der Rückkehrer
- 1944/49: Ruf an das Gewissen
- 1945: Shiva und die Galgenblume (unvollendet)
- 1948: Fantomas contre Fantomas
- 1949: Das Geheimnis von Mayerling (Le secret de Mayerling)
- 1950: Opiumhölle Shanghai (Mystère à Shanghai)
- 1950: Skandal in der Botschaft
- 1951: Herzen im Sturm
- 1952: Das Geheimnis vom Bergsee